# Al-Mussabbihí
Al-Àmir al-Mukhtar Izz-al-Mulk Abu-Abd-Al·lah al Mussabbihí, conegut com al-Mussabbihí, fou un historiador de l'Egipte fatimita, de família originària d'Haran, però nascut a Al-Fustat el 4 de març de 977 i mort a la mateixa ciutat l'abril/maig del 1030.
Tot i ser un sunnita àrab fou militar quan aquestos eren quasi tots turcs, negres, eslaus o daylamites. Va ocupar alguns càrrecs menors i després fou nomenat al front de l'administració general central.
Dels seus llibres només es conserva un volum al monestir de l'Escorial amb un capítol (el quart) de la història d'Egipte que abasta els anys 1023 a 1025. La seva obra és citada per alguns autors però hauria desaparegut aviat, ja que al cap de pocs anys de la seva mort deixa de ser esmentada per altres historiadors.